# 2713 Luxembourg
För andra betydelser, se Luxemburg (olika betydelser).
2713 Luxembourg eller 1938 EA är en asteroid i huvudbältet som upptäcktes 19 februari 1938 av den belgiske astronomen Eugène Joseph Delporte i Uccle. Det har fått sitt namn efter det europeiska landet Luxemburg.
Asteroiden har en diameter på ungefär 15 kilometer och den tillhör asteroidgruppen Koronis.